# Mbembaleo
Mbembaleo ist ein Verwaltungsbezirk (Ward) des Distrikts Nanyamba Town Council in der tansanischen Region Mtwara.

## Geografie
Mbembaleo liegt im Südosten von Tansania etwa 55 Kilometer Luftlinie südwestlich der Regionshauptstadt Mtwara. Der Bezirk grenzt im Norden an Mtimbwilimbwi, im Osten an Kiyanga, im Süden an Namtumbuka und Milangominne, im Südwesten an Dinyecha und im Westen an Nanyamba. Bei der Volkszählung 2022 lebten 8173 Menschen in 2339 Haushalten auf einer Fläche von 62 Quadratkilometern.
Das Klima in Mbembaleo ist ein feuchtes tropisches Savannenklima, Aw nach der effektiven Klimaklassifikation.

## Gliederung
Der Bezirk besteht aus fünf Gemeinden (Mtaa) mit 20 Orten (Kitongoji):
| Mwang'anga - Kitunda - Kongo A - Mshangani - Mtoni | Magomeni - Misufini - Madina - Kongo B - Majengo | Mbembaleo - Misufini - Navikole - Litumbo - Lyangahi | Mwamko - Milamba - Mwamko - Madina - Majengo | Shangani - Mahema - Kongo - Pwani - Shangani |

## Infrastruktur
- Bildung: Die Mbembaleo Secondary School ist eine staatliche weiterführende Schule. Sie bildet als Tagesschule Jugendliche bis zur 4. Stufe aus.[9]
- Gesundheit: In den Gemeinden Mwang'anga[10] und Mbembaleo[11] gibt es eine öffentliche Apotheke. Die Shangani Apotheke wird privat geführt und hat ein angeschlossenes Labor.[12]